# مرغ بهشتی (صورت فلکی)
مرغ بهشتی (به انگلیسی: Apus) یکی از صور فلکی بسیار جنوبی است و یکی از دوازده صورت فلکی است که توسط پتروس پلانسیوس براساس مشاهدات پیتر دریکسزون کیسر و فردریک د هاتمن، در بین سالهای ۱۵۹۵ تا ۱۵۹۷ ایجاد شد.

## اجرام عمقی آسمان
NGC 6101 و IC 4499 خوشه ستاره‌ای هستند و IC 4633 یک سحابی بسیار غیرطبیعی است.